# 岳昕
岳昕（约1996年—），北京大学外国语学院14级本科生，是北大岳昕事件的当事人，也参与了佳士事件。自2018年8月至今，岳昕除有一次电视认罪外，一直处于失踪状态。
作为一名马克思主义者和女权主义者，她在失踪前以倡导劳工和妇女权利而闻名。BBC将其列为2018年中国最具影响力的左翼活动家之一。

## 生平
岳昕出生于北京一个中产之家，就读于人大附中。在接受《亚洲周刊》采访时，她自述在中学时期读了刘瑜的《民主的细节》后，开始对政治产生了兴趣。 她形容自己在这一时期是一名自由主义者，曾为《南方周末》撰稿。上高中后，她对工人和农民的生活水平越来越感兴趣。她亲眼目睹了2013年的南方周末事件后，决心成为维权人士。
2015年，她作为志愿者到云南以礼河联合学校支教，因利用黄瓜上性教育课，在网络上引起过广泛讨论。
2016年秋，她作为北大交换生赴印尼留学。在印尼这一年，她发现即便实现宪政民主，社会矛盾和剥削依旧未能显著改变，这促使了她思想的“左转”。
2018年本科毕业前，岳昕放弃了密苏里大学新闻学院的硕士录取，她決定去独立媒体NGOCN做记者。7月又去广东一家工厂做流水线工人。

### 北大岳昕事件

2018年4月时北大内声援岳昕的大字报

2018年4月23日，参与“沈阳性侵案信息公开”事件的岳昕在自媒体发表一篇题为《致北京大学师生和北大外国语学院的一封公开信》的署名文章，称其连日来不断受到校方施压，并严重影响到日常的学习生活，进而造成其滞留家中无法返校，其母情绪崩溃，家庭关系紧张。她发文要求校方立即停止施压行为并消除此事带来的一切不良影响。但消息一经发出，立刻被自媒体运营方屏蔽。

### 佳士事件
2018年7月29日，《北大学生就“深圳7·27维权工人被捕事件”的声援书》网络发表，要求深圳警方立即释放佳士事件中被捕工人，岳昕为声援书发起人。 8月10日，沈梦雨和岳昕等佳士工人声援团成员向深圳市坪山区检察院递交公开信，敦促警方释放所有被捕工人。 8月13日下午，来自北京大学、南京大学、北京语言大学、北京科技大学、南京中医药大学的左翼学生与佳士工人声援团会合，岳昕表示“現在我們至少有三四十個人”。8月24日凌晨五点，警方对声援团驻地进行暴力清场，包括岳昕在内的五十余名工人和学生被拘捕。
2019年1月21日，有媒体报道援引佳士工人声援团官网的消息称：广东警方强迫岳昕等四名佳士工人声援团成员录制认罪影片，并承认“做出违法行为”是“被激进组织洗脑”所致；此外，中华人民共和国国家安全部门约谈了部分声援团成员，并要求其观看此“认罪视频”。

### 后续
光传媒披露，岳昕已经工作，业余在一个和图书馆相关的NGO当志愿者。

## 外界评论
斯洛文尼亚激进左翼哲学家斯拉沃热·齐泽克在《独立报》发表的一篇文章中讨论了岳昕的失踪，认为这体现出中国社会的内在矛盾，即马克思主义的官方国家意识形态被认为是一种危险的政权颠覆形式。